# Eleccions municipals de l'Uruguai de 2000
Les eleccions municipals de l'Uruguai de 2000 es van celebrar el 14 de maig del 2000 amb la intenció d'escollir un nou intendent municipal per cada departament de la República Oriental de l'Uruguai. El país es divideix administrativament en dinou departaments, cadascun dels quals es troba governat per un intendent, que desenvolupa la tasca executiva, i una Junta Departamental composta per edils, que compleixen funcions legislatives.
Els resultats d'aquestes eleccions van consolidar al Front Ampli com el partit amb més suport popular. El Partit Nacional també va tenir una petita recuperació respecte al resultat dels comicis del 28 de novembre del 1999. Pel que fa al Partit Colorado del llavors president Jorge Batlle Ibáñez, va experimentar una considerable pèrdua de confiança per part de l'electorat.
Batlle, que encara no duia dos mesos com a president, havia format un govern de coalició amb el Partit Nacional (PN). Per aquesta raó, van haver vuit ministres del PC i cinc del PN, fins a la renúncia d'aquests darrers per desavinences amb el govern de Batlle. A més de la majoria parlamentària obtinguda, els dos partits tradicionals van aconseguir frenar l'avanç d'un fort i creixent Front Ampli, que només va poder guanyar a Montevideo.
En les passades eleccions municipals, que es van celebrar de forma conjunta amb les eleccions presidencials i legislatives del 1994, el PN havia aconseguit el triomf electoral a onze departaments, el PC a set i el FA només a un. Quant a les eleccions del 2000, el PN va obtenir-ne la victòria a tretze departaments, amb un increment net en dos punts respecte a les últimes eleccions. D'altra banda, el PC va obtenir set victòries electorals mentre que el partit de l'esquerra, el FA, va mantenir i va renovar el seu lideratge a Montevideo.

## Resultats

Departaments de l'Uruguai acolorits segons els partits polítics triomfants:
Partit Nacional
Partit Colorado
Front Ampli

Resum dels resultats de les eleccions municipals de l'Uruguai del 14 de maig del 2000 Resultats
| Candidats - Partits  | Vots    | %     |
| -------------------- | ------- | ----- |
| Front Ampli          | 807.843 | 39,14 |
| Partit Colorado      | 650.216 | 31,50 |
| Partit Nacional      | 577.871 | 28,00 |
| Nou Espai            | 21.772  | 1,05  |
| Unió Cívica          | 6.416   | 0,31  |
|                      |         |       |
| Font: Cort Electoral |         |       |

### Resultats finals en xifres (per departament)
Percentatge de vots escrutats: 100%
| Departament    | Front Ampli | Partit Colorado | Partit Nacional | Nou Espai | Unió Cívica | Total     |
| Montevideo     | 517.089     | 249.411         | 104.038         | 10.744    | 6.416       | 887.698   |
| Canelones      | 105.191     | 119.605         | 34.916          | 2.561     | 0           | 262.273   |
| Maldonado      | 29.116      | 22.067          | 32.322          | 689       | 0           | 84.194    |
| Rocha          | 7.858       | 18.301          | 22.140          | 225       | 0           | 48.524    |
| Treinta y Tres | 4.574       | 9.175           | 18.630          | 121       | 0           | 32.500    |
| Cerro Largo    | 10.623      | 6.899           | 38.138          | 429       | 0           | 56.089    |
| Rivera         | 7.553       | 30.650          | 26.316          | 473       | 0           | 64.992    |
| Artigas        | 7.128       | 27.132          | 12.131          | 0         | 0           | 46.391    |
| Salto          | 15.185      | 30.443          | 26.525          | 1.251     | 0           | 73.404    |
| Paysandú       | 26.543      | 13.296          | 30.664          | 662       | 0           | 71.165    |
| Río Negro      | 7.208       | 13.463          | 11.094          | 696       | 0           | 32.461    |
| Soriano        | 13.058      | 20.605          | 22.496          | 177       | 0           | 56.336    |
| Colonia        | 13.687      | 30.625          | 34.483          | 1.736     | 0           | 80.531    |
| San José       | 12.767      | 3.943           | 45.296          | 476       | 0           | 62.482    |
| Flores         | 1.386       | 1.949           | 14.529          | 116       | 0           | 17.980    |
| Florida        | 10.457      | 17.520          | 18.561          | 470       | 0           | 47.008    |
| Durazno        | 4.557       | 12.430          | 19.714          | 330       | 0           | 37.031    |
| Lavalleja      | 5.254       | 14.481          | 23.202          | 320       | 0           | 43.259    |
| Tacuarembó     | 8.609       | 8.221           | 42.676          | 296       | 0           | 59.802    |
| Totals         | 807.843     | 650.216         | 577.916         | 21.744    | 6.416       | 2.064.165 |